# アブデルムメン・ジャブ
アブデルムメン・ジャブ（Abdelmoumene Djabou 、1987年1月31日 - ）は、アルジェリア出身の元同国代表サッカー選手。現役時代のポジションはミッドフィルダー。
アブデルメン・ジャブーやアブデルメン・シャブと表記されることもある。

## 経歴
2010年から代表に招集されている。2014 FIFAワールドカップのサッカー韓国代表戦にスタメン出場し、韓国代表から3点目を奪った選手。

## 所属クラブ
- ESセティフ 2005-2012
- MC El Eulma　2006-2007
- USM El Harrach 2009-2010
- クラブ・アフリカーン 2012-2015
- ESセティフ 2016-2019
  -  アル・ナスル 2018 (loan)
- MCアルジェ 2019-2021
- ESセティフ 2021-2023

## 代表歴

### 出場大会
- アルジェリア代表
  - 2014 FIFAワールドカップ

### 試合数
- 国際Aマッチ 14試合 3得点（2010年-2017年）[1]

| アルジェリア代表 | 国際Aマッチ | 国際Aマッチ |
| 年               | 出場        | 得点        |
| ---------------- | ----------- | ----------- |
| 2010             | 2           | 0           |
| 2011             | 0           | 0           |
| 2012             | 0           | 0           |
| 2013             | 4           | 1           |
| 2014             | 7           | 2           |
| 2015             | 0           | 0           |
| 2016             | 0           | 0           |
| 2017             | 1           | 0           |
| 通算             | 14          | 3           |